# Eduardo De Filippo
Eduardo De Filippo (24. května 1900 – 31. října 1984) byl italský dramatik, herec, scenárista a básník. Některé své práce psal v neapolském dialektu, přeložil do tohoto jazyka i některé Shakespearovy práce, čímž významně přispěl k jeho záchraně a rozvoji. Jeho otcem byl italský herec a dramatik Eduardo Scarpetta. Největší herecký úspěch prožil po boku Totòa a Sofie Lorenové v De Sicově filmu L'oro di Napoli (1954). Roku 1981 byl zvolen doživotním senátorem.

## Dramata
- 1931 Vánoce u Cupiellů (Natale in casa Cupiello), česky: rozhlasová dramatizace, Český rozhlas 2008, překlad: Zdeněk Digrin, režie: Lída Engelová [1]
- 1946 Filumena Marturano, rozhlasová dramatizace, Český rozhlas 2011, překlad: Oldřich Kautský, režie: Lída Engelová Osoby a obsazení: Filumena (Simona Stašová), Domenico (Viktor Preiss), Alfredo (Jaroslav Satoranský), Rosalia (Miroslava Pleštilová), Umberto (Jan Meduna), Riccardo (Marek Holý), Michelle (Lukáš Jurek), Nocella (Ladislav Županič), Diana (Lucie Pernetová) a pikolík (Viktor Dvořák)[2]